# Plegafulles ullblanc
El plegafulles ullblanc (Automolus leucophthalmus) és una espècie d'ocell de la família dels furnàrids (Furnariidae).

## Hàbitat i distribució
Habita bosquets de bambú a l'est i sud-est del Brasil, est del Paraguai i nord-est de l'Argentina.